# Hipposideros besaoka
Hipposideros besaoka és un ratpenat extint de la família dels hiposidèrids. Aquesta espècie és coneguda a partir d'un gran nombre de mandíbules i dents aïllades trobades el 1996 a la cova d'Anjohibe, al nord-oest de Madagascar. L'espècie fou descrita el 2007 per la naturalista Karen Samonds a partir d'aquest material de 10.000 anys d'antiguitat (Holocè). La mateixa cova contenia ossaments de macronicteri de Commerson (Macronycteris commersoni) i d'altres que pertanyien a una espècie de Hipposideros encara per descriure.
H. besaoka era més gros que el macronicteri de Commerson, cosa que en fa el ratpenat insectívor més gros de Madagascar. Aquesta espècie desapareguda tenia les molars més amples i el maxil·lar inferior més robust que el macronicteri de Commerson. La segona premolar superior és petita i es troba fora de la filera de les dents, mentre que la segona premolar inferior és grossa, fet poc habitual en el gènere Hipposideros.

## Descripció

### Diagnòstic
H. besaoka és conegut a partir d'un gran nombre de mandíbules i dents aïllades. El gènere té la fórmula dental {\displaystyle {\tfrac {1.1.2.3}{2.1.2.3}}}. H. besaoka només té dues premolars a cadascuna de les quatre hemimandíbules, però són anomenades P2 i P4 perquè corresponen a la segona i quarta premolars de la dentadura ancestral dels mamífers. La segona premolar superior (P2) se situa fora de la filera de dents, cap al costat del crani, de manera que la canina (C1) i la P4 gairebé es toquen. La segona premolar inferior (p2) és grossa i té una faceta ampla i abrupta al costat bucal (extern). Les anàlisis morfomètriques mostren que H. besaoka difereix significativament del macronicteri de Commerson (Macronycteris commersoni, encara classificat com a Hipposideros commersoni en el moment de la descripció de H. besaoka) i queda fora de la variació que existeix en el si d'aquesta espècie. Les molars superiors són força més amples i la mandíbula és més sòlida. En els ratpenats, les mandíbules robustes sovint s'associen a una alimentació que inclou objectes coriacis. H. besaoka era el ratpenat insectívor més gros de Madagascar de la seva època, distinció que avui en dia té M. commersoni.

### Mandíbules
Cada premaxil·la té una sola incisiva, situada a la punta anterior. Acaben amb forma de ve baixa al marge anterior i en una punta estreta al posterior. Cada premaxil·la presenta una gran obertura, el forat incisiu. El maxil·lar superior porta les altres dents de la mandíbula superior. El maxil·lar inferior, que porta totes les dents inferiors, és bastant forta pel gènere Hipposideros però hi ha fortes variacions de gruix d'un individu a l'altre.

### Dentadura
Les incisives superiors són petites i el seu cim és pla i amb prou feines dividit en dos lòbuls. La canina (C1) només té una cúspide i un petit replà a la banda posterior. La P2 és realment petita i la P4 té una gran cúspide al davant, una de més petita just abans, al costat lingual (intern) i un replà al darrere de la cúspide grossa. La P4 fa 2,13 ± 0,104 mm d'alçada i 2,52 ± 0,168 mm d'amplada. A la primera molar superior (M1), la protofossa (una depressió entre les cúspides del davant de la dent) és tancada. La segona molar (M2) és similar però més petita i quadrada. L'm3 és bastant més petita, mentre que el seu cim és reduït i semblant a una W.
Les incisives del maxil·lar inferior són petites i tricúspides. La canina inferior (c1) només té una cúspide, que és alta i estreta. La p2 és una dent grossa amb una cúspide central grossa i crestes altes que connecten aquesta cúspide a les vores anteriors i posteriors. Una segona cúspide es troba a la cresta posterior. La p4 també té una cúspide central grossa, amb petites crestes al davant i al darrere per la banda lingual. Aquesta dent té dues arrels. A la primera molar inferior (m1), el complex de cúspides anterior trigònid) és alt i el complex posterior (el talònid) és més baix. Entre les cúspides del trigònid, el protocònid és el més alt i el metacònid i el paracònid són més baixos i d'igual alçada. Els cíngols del davant i el darrere de la dent són baixos. La segona molar (m2) és similar i amb prou feines més petita, però l'm3 és força més petita i té un talònid reduït. Aquesta última dent fa 2,37 ± 0,098 d'alçada i 1,76 ± 0,076 d'amplada.

## Taxonomia

Localització de la cova d'Anjohibe a Madagascar

El 1996, un equip encapçalat per David Burney recollí bretxes que contenien les restes de ratpenats i d'altres animals a la cova d'Anjohibe, al nord-oest de Madagascar. Els quiròpters d'aquestes mostres foren descrits per Karen Samonds (que aleshores portava el cognom del seu marit, Mitch Irwin) per a la seva tesi de doctorat el 2006 i posteriorment en un article el 2007. Samonds catalogà diverses espècies vivents i descrigué dues noves espècies fòssils, Triaenops goodmani i H. besaoka. El nom específic de l'espècie, besaoka, significa ‘mentó gros’ en malgaix. El material de H. besaoka data de l'Holocè i té un màxim de 10.000 anys. Una anàlisi cladística basada en dades morphologiques indicà que H. besaoka és més proper a H. gigas i H. vittatus, de l'Àfrica continental, que al macronicteri de Commerson (Macronycteris commersoni, aleshores Hipposideros commersoni), de Madagascar.
Samonds trobà més restes de Hipposideros a altres localitats d'Anjohibe, però no les atribuí a H. besaoka. És particularment el cas d'una quarta premolar superior (P4) trobada a una altra localitat que també data de fa 10.000 anys o menys. Aquesta P4 era de mida diferent de les de M. commersoni i H. besaoka i tenia una cúspide menys al cantó anterior intern, que es troba a les altres dues. Samonds simplement anomenà aquest espècimen Hipposideros sp. cf. H. commersoni. Es trobaren una incisiva inferior i una segona molar inferior (m3) en una localitat d'entre 69.600 i 86.800 anys. Aquestes dents s'assemblen a les de M. commersoni i es diferencien de les de H. besaoka, de manera que Samonds les atribuí a H. commersoni. S'han trobat altres dents i mandíbules a localitats no datades. Com que alguns ossaments tenien dimensions diferents de les de les dues espècies de Hipposideros, també foren assignats a H. sp. cf. H. commersoni.
El 2010, un equip encapçalat per Samonds dissolgué una bretxa amb àcid acètic en un intent d'extreure'n un crani d'Archaeolemur en bon estat. El residu contenia molts ossos de petits mamífers, que sovint es perden en benefici dels grossos quan es fan servir els mètodes de preparació tradicionals. Entre altres animals, hi havia restes d'hiposidèrids, algunes de les quals pertanyien a H. besaoka, d'altres a una espècie propera i d'altres al gènere Triaenops.